# Ludwig Vollmar

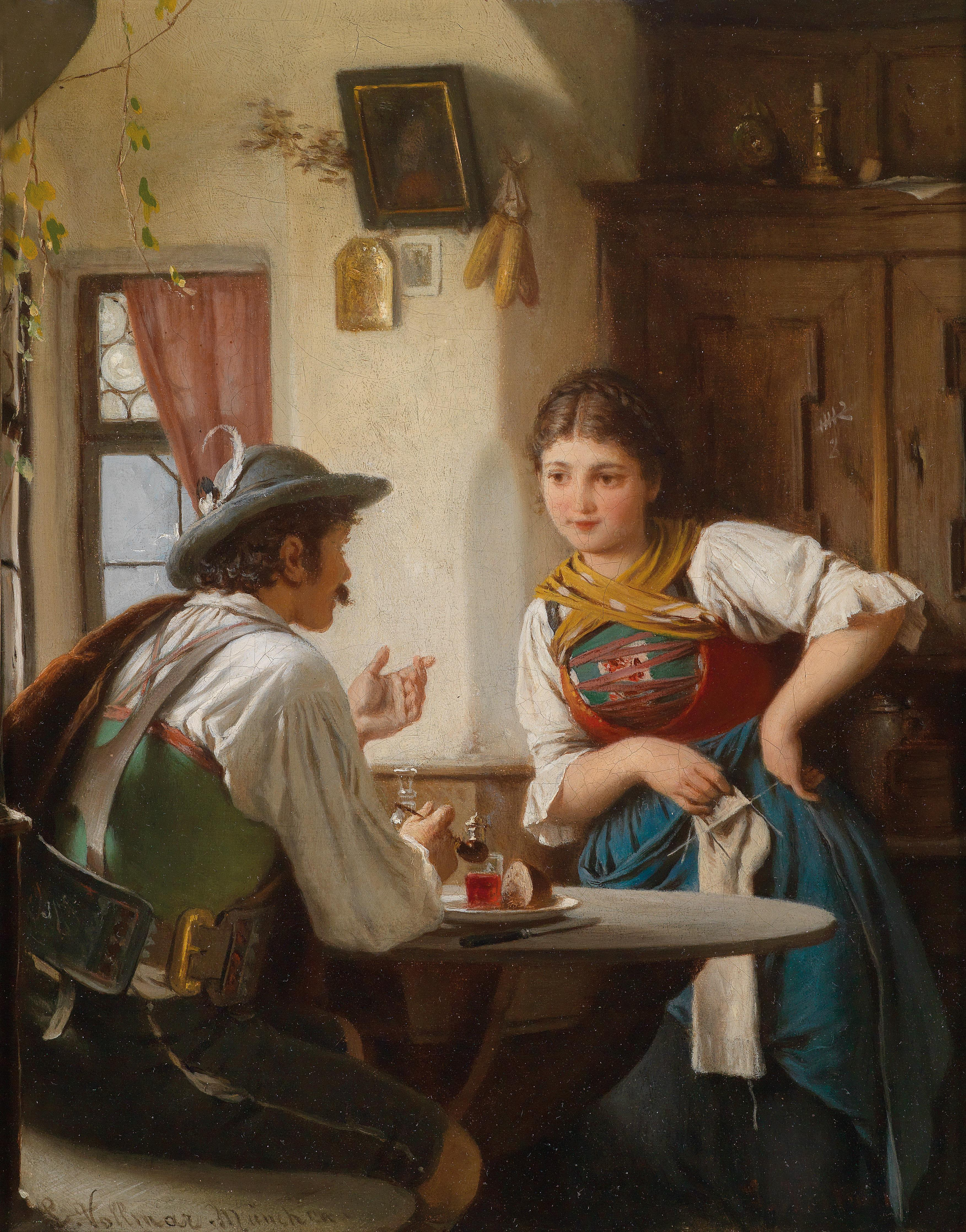
Ludwig Vollmar: Der Verehrer, Dorotheum

Ludwig Vollmar (* 7. Januar 1842 in Säckingen; † 1. März 1884 in München) war ein Genremaler.

## Leben
Er erlernte bei seinem Vater Joseph Vollmar die Grundzüge des Handwerks, einem Sohn des Johann Friedrich Vollmar. 1858 kam er an die Münchner Akademie. Hier studierte er bei Johann Georg Hiltensperger und Hermann Anschütz und besuchte 1862 die sogenannte Componirschule bei Philipp Foltz. Es entstand unter anderem das Werk „Samariterin am Brunnen“ und ein Altarbild für die Pfarrkirche zu Frick im Aargau. Dann besuchte er ein Semester lang die Kunstakademie Karlsruhe, ging aber wieder nach München, wo er bei Arthur von Ramberg von 1866 bis 1870 Aufnahme fand. Er starb am 1. März 1884 an einem Lungenleiden. Schüler hatte er keine.